# Prix des lycéens autrichiens
Der prix des lycéens autrichiens war ein österreichischer Jugendliteraturpreis.
Der prix des lycéens autrichiens war ein Projekt der Kulturabteilung der französischen Botschaft mit den österreichischen Schulbehörden. Ziel war es, Schülerinnen und Schüler der Oberstufe mit der aktuellen französischsprachigen Jugendliteratur vertraut zu machen und somit die Qualität des Französischunterrichts an österreichischen Schulen zu unterstreichen. Partner des Projekts waren das Bundesministerium für Unterricht, Kunst und Kultur, die Buchmesse LITERA, der öbv (Österreichischer Bundesverlag) sowie das Bureau du Livre de Jeunesse.
Der Preis wurde in Analogie zum Prix des lycéens allemands gestiftet und auf der Buchmesse LITERA in Linz verliehen.
Nach der 8. Ausgabe des prix des lycéens autrichiens 2016 startete das französische Kulturinstitut in Zusammenarbeit mit dem Verlag Ernst Klett Sprachen einen neuen literarischen Wettbewerb. Der Preis bekam ein neues Gesicht und wurde zu einem Rezensionswettbewerb, dem Prix de la critique littéraire des lycéens autrichiens. Er soll den teilnehmenden Schülerinnen und Schülern die Möglichkeit bieten, einen zeitgenössischen französischen Autor und dessen literarisches Werk kennenzulernen sowie in die Kunst der Rezension eingeführt zu werden. 

## Prämierte Bücher und Auswahllisten
- 2008 – L’echelle de Glasgow von Marcus Malte
  - Auswahlliste: Rien dire von Bernard Friot; Dans la peau des arbres von Isabelle Collombat; Fille des crocodiles von Marie-Florence Ehret; Un été outremer von Anne Vantal

- 2009 – Tout doit disparaître von Mikaël Ollivier
  - Auswahlliste: Angélique boxe von Richard Couaillet: Les yeux d’or von Marie Desplechin; Rouge métro von Claudine Galéa sowie Be safe von Xavier-Laurent Petit.

- 2010 – L’écho des armes von Yann Mens
  - Auswahlliste: La grande môme von Jérôme Leroy, Guadalquivir von Stéphane Servant sowie Le photographe von Mano Gentil

- 2011 – Une bouteille dans la mer de Gaza von Valérie Zenatti
  - Auswahlliste: Le monde attend derrière la porte von Pascale Maret, Quand mon frère reviendra von Isabelle Collombat sowie Libérer Rahia von Yaël Hassan

- 2012 – Faim de vie von Marie-Florence Ehret
  - Auswahlliste: La Fille sur la rive von Hélène Vignal, J’me sens pas belle von Gilles Abier sowie Silence, on irradie von Christophe Léon

- 2013 – Brise glace von Jean-Philippe Blondel
  - Auswahlliste: Vert jade, rouge sang von Pascale Maret, 16 ans et des poussières von Mireille Disdero sowie Ma von Louis Atangana

- 2014 – Seuls en enfer! von Hubert Ben Kemoun
  - Auswahlliste: La cravate de Simenon von Nicolas Ancion, Amour ennemi von Florence Delaporte sowie J’irai graffer sur ta tombe von Hervé Mestron

- 2015 – 1,2,3… foulard von Éric Sanvoisin
  - Auswahlliste: Rendez-vous en septembre von Anne Vantal sowie Un été algérien von Jean-Paul Nozière